# البرج نحمدان (الدرايد)
البرج نحمدان هو دُوَّار يقع بجماعة سيدي بيبي، إقليم شتوكة آيت باها، جهة سوس ماسة في المملكة المغربية. ينتمي الدوّار لمشيخة الدرايد التي تضم 9 دواوير. يقدر عدد سكانه بـ 1991 نسمة حسب الإحصاء الرسمي للسكان والسكنى لسنة 2004.

## روابط خارجية
- البوابة الوطنية للجماعات الترابية
- المندوبية السامية للتخطيط